# NGC 1075
NGC 1075 (również PGC 10320) – galaktyka spiralna z poprzeczką (SB0-a), znajdująca się w gwiazdozbiorze Wieloryba. Odkrył ją Francis Leavenworth 28 listopada 1885 roku.